# Elinor Hancock
Pour les articles homonymes, voir Hancock.
Elinor Hancock, dont l'état civil est actuellement inconnu, est une actrice américaine du cinéma muet.

## Biographie
Elinor Hancock était déjà une actrice de théâtre reconnue quand elle s'est lancée dans le cinéma en 1917.

## Filmographie partielle
- 1917 : Master of His Home de Walter Edwards : Mme Drake
- 1917 : A Kiss for Susie de Robert Thornby : Mrs. Burnham
- 1919 : Cheating Cheaters de Allan Dwan : Mme Palmer
- 1919 : Little Comrade de Chester Withey : Mrs. Hale
- 1920 : Les Drames de l'Alaska (The Barbarian) de Donald Crisp : Mrs. Heatherton
- 1921 : Le Détective improvisé (The Rookie's Return) de Jack Nelson : Mrs. Radcliffe
- 1921 : The Cave Girl de Joseph Franz : Mme Georgia Case
- 1921 : Playing with Fire de Dallas M. Fitzgerald : Mrs. Taylo
- 1922 : Come on Over : Mrs. Van Dusen
- 1923 : Marin d'eau douce (Out of Luck) de Edward Sedgwick : Edith Bristol